# Tim Besley
Timothy John Besley (North Kesteven, 14 de septiembre de 1960), también conocido como Tim Besley, es un destacado economista británico y de la Orden del Imperio Británico (CBE). Entre septiembre de 2006 y agosto de 2009 sirvió en el importante Comité de Política Monetaria del Banco de Inglaterra, y que además y entre otras cosas, también trabajó como profesor de economía y ciencias políticas en la Escuela de Economía y Ciencia Política de Londres.

## Biografía

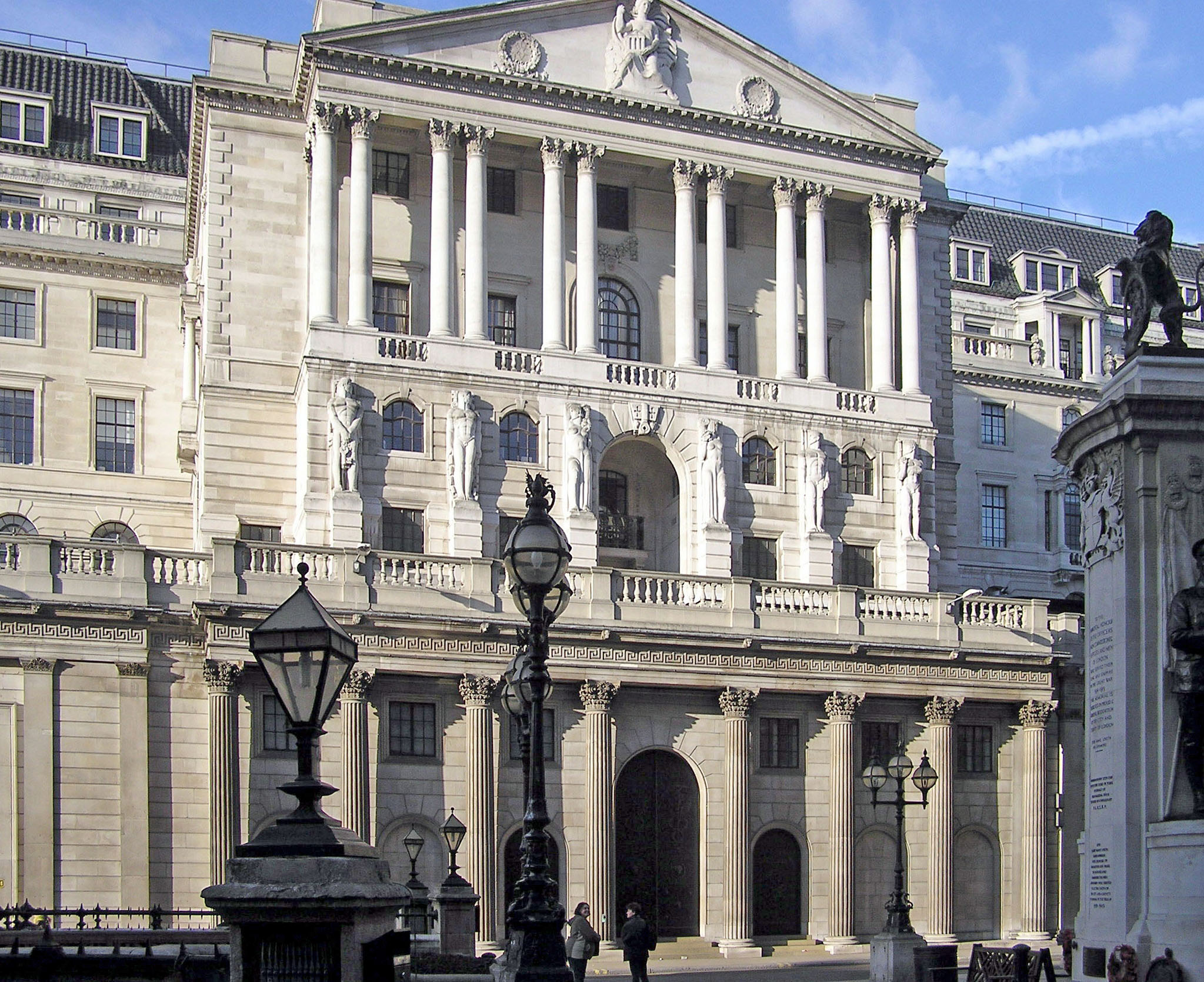
Sede principal del Banco de Inglaterra.

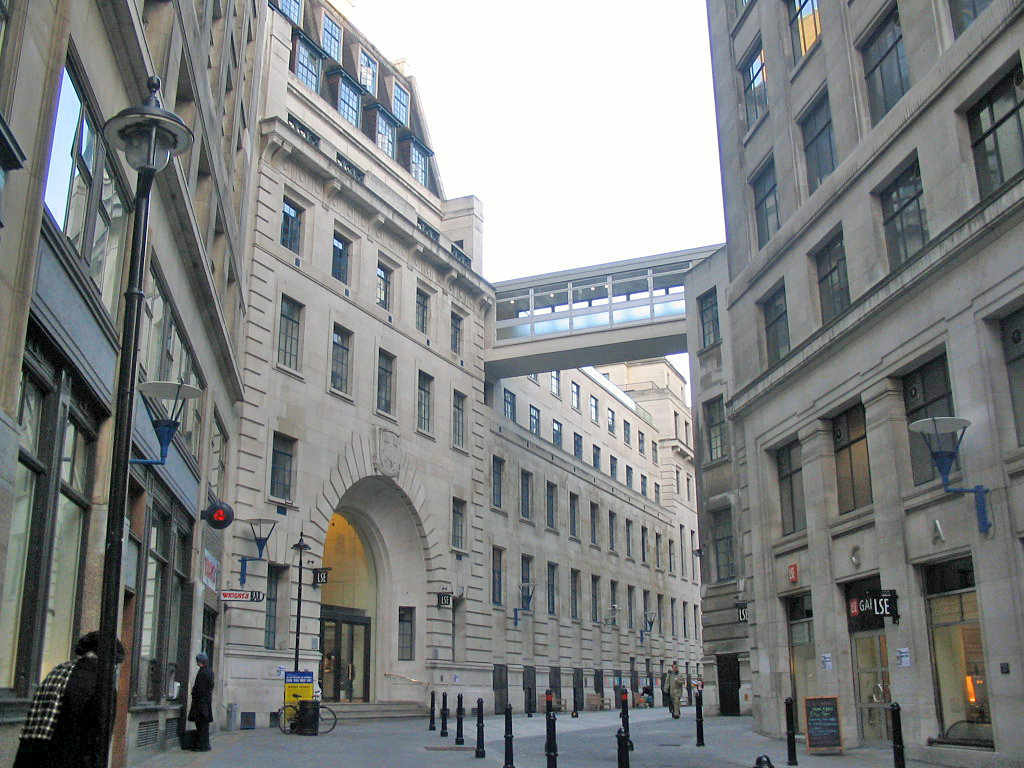
Escuela de Londres de Ciencias Políticas y Económicas.

Como se dijo, Timothy John Besley fue oportunamente honrado con la Orden del Imperio Británico, y entre otras cosas corresponde destacar que sirvió en el Comité de Política Monetaria del Banco de Inglaterra desde septiembre de 2006 a agosto de 2009.
Además, también trabajó como profesor de economía y ciencias políticas en la Escuela de Economía y Ciencia Política de Londres.
Este especialista también se desempeñó como director de los Centres for Economics and Related Disciplines, y también como director de la Master of Public Administration (MPA) en el London School of Economics and Political Science.
En cuanto a su formación académica, primeramente estudió en la Escuela Aylesbury Grammar, y luego en la Universidad de Oxford, donde obtuvo un B.A. en filosofía y política económica, así como un M.Phil. y un D.Phil. en economía.
En Oxford, fue uno de los mejores estudiantes, lo que entre otras cosas le permitió ganar el Premio George Webb Medley, por su tesis de doctorado.
Su carrera profesional comenzó en el All Souls College en Oxford, y luego ejerció como profesor asistente en la Universidad de Princeton, antes de retornar al Reino Unido en 1995.
Este destacado especialista ejerció también como investigador en el Instituto de Estudios Fiscales así como en el Centro de Investigación en Política Económica. Y también estuvo ligado al Instituto Canadiense de Investigación Avanzada.
En cuanto a la investigación académica, sus intereses se focalizaron en asuntos vinculados a la política económica, a la formación para el desarrollo, y a los mercados emergentes. También se interesó y se interesa mucho en la economía política y en la economía dominante.
Asimismo, es miembro destacado de la Academia Británica y de la Sociedad de Econometría, y también miembro de honor en la Asociación Americana de Economía y en la Academia Americana de Artes y Ciencias. En su momento fue coeditor de la prestigiosa Revista Americana de Economía (en realidad, la primera persona en ocupar esa posición que no tenía sus bases en una universidad estadounidense).
En el año 2010, fue presidente de la Asociación Europea de Economía.
En el año 2005 ganó el Premio Yrjö Jahnsson para la economía europea. El mencionado es el premio más prestigiosos en Economía Europea, que se concede cada dos años a un economista menor de 45 años que precisamente haya hecho una contribución significativa a la economía en Europa.
Por su parte y en el año 2010, también ganó el Premio John von Neumann otorgado por el Rajk László College for Advanced Studies en la Universidad Corvinus de Budapest.
En 2022 le fue otorgado el Premio Fundación BBVA Fronteras del Conocimiento en la categoría "Economía, Finanzas y Gestión de Empresas".
Besley fue nombrado Comendador de la Orden del Imperio Británico (CBE) en el año 2010.
Está casado con Gillian Paull y tiene dos hijos, Thomas y Oliver. Vive en Barnes, en el área de Londres.

## Trabajos
- Principled agents?: the political economy of good government, Oxford University Press, 2006, ISBN 9780199271504
- Delivering on the promise of pro-poor growth: insights and lessons from country experiences, Editors Timothy Besley, Louise Cord, World Bank Publications, 2007, ISBN 9780821365151